# Kōsaburō Nishime
Kōsaburō Nishime (西銘 恒三郎, Nishime Kōsaburō, né le 7 août 1954) est un homme politique japonais, membre du parti libéral-démocrate (PLD), élu à la chambre des représentants. En octobre 2021, il devient ministre chargé d'Okinawa, des Territoires du Nord et de la Reconstruction dans le gouvernement Kishida.
Natif de Chinen (Okinawa) et diplômé de l'Université Sophia, il est élu à l’Assemblée de la Préfecture d'Okinawa pour la première fois en 1988 et au parlement national pour la première fois en 2003. 
Il est le fils de Junji Nishime, ancien gouverneur de la préfecture d'Okinawa, et le frère de Junshirō Nishime (ja), ancien membre de la chambre des conseillers.